# Ганнівське
Га́ннівське — село в Україні, у Ворожбянській міській громаді Сумського району Сумської області. Населення становить 40 осіб. Колишній орган місцевого самоврядування — Сергіївська сільська рада.

## Географія
Село Ганнівське розташоване на правому березі річки Локня, яка у цьому місці пересихає. Вище за течією на відстані 1.5 км розташоване село Гезівка, нижче за течією на відстані 1.5 розташоване село Ганнівка-Тернівська, на протилежному березі — село Сергіївка.
Поруч пролягає автомобільний шлях Т 1904 та залізнична гілка Білопілля — Терни.

## Населення

### Мова
Розподіл населення за рідною мовою за даними перепису 2001 року:
| Мова       | Кількість | Відсоток |
| ---------- | --------- | -------- |
| українська | 35        | 87.5%    |
| російська  | 5         | 12.5%    |
| Усього     | 40        | 100%     |

## Історія
- Село постраждало внаслідок геноциду українського народу, проведеного урядом СРСР 1923—1933 та 1946–1947 роках[джерело?].
- 12 червня 2020 року, відповідно до розпорядження Кабінету Міністрів України № 723-р «Про визначення адміністративних центрів та затвердження територій територіальних громад Сумської області», село увійшло до складу Ворожбянської міської громади[2].
- 19 липня 2020 року, в результаті адміністративно-територіальної реформи та ліквідації Білопільського району, село увійшло до складу новоутвореного Сумського району[3].